# (26208) 1997 QJ3
1997 كيو جاي 3 (ويعرف أيضًا باسم (26208) 1997 كيو جاي 3 وفق تسمية الكوكب الصغير) (بالإنجليزية: 1997 QJ3)‏ هو كويكب ضمن حزام الكويكبات؛ وترتيبه 26208 من حيث الاكتشاف.
اكتُشف هذا الجُرم الفلكي بواسطة Atsushi Sugie ‏ في 28 أغسطس 1997.

## وصلات خارجية
- (26208) 1997 QJ3 في قاعدة بيانات مختبر الدفع النفاث لأجرام النظام الشمسي الصغيرة

- الاكتشاف · مخطط المدار ·  العناصر المدارية · المعلمات المادية

- (26208) 1997 QJ3 على موقع ويكي سكاي: DSS2, SDSS, GALEX, IRAS, Hydrogen α, X-Ray, Astrophoto, Sky Map, Articles and images